# Marquisat de Bollwiller
La seigneurie de Bollwiller (en allemand : Herrschaft Bollweiler) était une baronnie. Son chef-lieu était le château puis le bourg de Bollwiller.

## Histoire
Le seigneurie eut d'abord des seigneurs particuliers : les barons de Bollwiller. Le dernier Bollwillier, Rodolphe, mourut en 1616. Sa fille et héritière, Marguerite, la transmit à son époux, Jean-Ernest, comte de Fugger. En 1649, le roi de France, Louis XIV, l'en dépouilla et la donna à Renaud de Rosen, dont la fille l'apporta, en mariage, à Conrad de Rosen. En 1680, Conrad versa la somme de 11 300 livres pour laquelle les comtes de Fugger renoncèrent à leurs prétentions. En 1739, Louis XV l'érigea en marquisat. Elle fut apportée en mariage aux de Broglie.

## Territoire
La seigneurie comprenait : 
- La ville de Bollveiler et son château
- Feldkirch, fief de la maison d'Autriche
- Regisheim, vendu en 1555 aux barons de Bollveiler par la famille de Mœrsberg
- les deux tiers d'Ungersheim achetés aux Reinach, le tiers restant étant à la ville d'Ensisheim
- Flachsland et Heimsbrunn, inféodés entre 1361 et 1578 aux Masmunster
- Bulversheim, sous-fief des Rappoltstein qui le tenait des Wurtemberg
- Le domaine de Bollenberg près de Ruffach

## Seigneurs de Bollwiller
- Maison de Bollwiller
  - Rodolphe de Bollwiller
- Maison de Fugger
- Maison de Rosen
  - Renaud de Rosen
  - Conrad de Rosen, grendre du précédent
  - Renaud-Charles de Rosen, fils du précédent
  - Anne-Armand de Rosen, fils du précédent
  - Eugène-Octave-Augustin de Rosen
- Maison de de Broglie
  - Charles-Louis-Victor de Broglie